# Нік Ут
Хуїнг Конг Ут (в'єт. Huỳnh Công Út), більш відомий як Нік Ут (англ. Nick Ut; 29 березня 1951, Лонган, Французький Індокитай) — американський фотограф в'єтнамського походження, фотокореспондент Associated Press. Автор фотографії «Жах війни» (англ. The Terror of War; 1973), також відомої як «Напалм у Вєтнамі», яка посіла 41 місце в списку 100 найвпливовіших фотографій ХХ століття, складеному Колумбійським університетом. У 1973 році завдяки цій світлині став лауреатом Пулітцерівської премії в номінації «Новинна фотографія» та переможцем конкурсу World Press Photo.
На найвідомішому фото Ніка Ута зображена оголена дев'ятирічна дівчинка Фан Тхі Кім Фук, яка біжить у напрямку до камери після удару напалмом, який помилково був нанесений південно-в'єтнамськими силами по селу Транг Банг замість місця дислокації північно-в'єтнамських військ.

## Життєпис
Нік Ут народився в провінції Лонган у В'єтнамі (тоді частина Французького Індокитаю). Почав працювати фотокореспондентом Associated Press з 16 років, після того, як був убитий його старший брат Хюїнь Тхань Мі (в'єт. Huỳnh Thanh Mỹ), який теж був фотографом Associated Press. Сам Нік Ут був тричі поранений: у коліно, руку й живіт.
Пізніше Нік Ут працював фотокором Associated Press у Токіо, Південній Кореї та Ханої, отримав громадянство США.
Проживає з сім'єю й двома дітьми в Лос-Анджелесі, де до 2017 року працював в штаб-квартирі Associated Press. Він і досі підтримує контакти з Кім Фук, яка зараз мешкає в Канаді.
29 березня 2017 року Нік Ут пішов із Associated Press.

## Нагороди й відзнаки
За світлину «Жах війни» (англ. The Terror of War; також відому як «Напалм у Вєтнамі») в 1973 році отримав Пулітцерівську премію в номінації «Новинна фотографія» та перемогу в конкурсі World Press Photo. В списку 100 найвпливовіших фотографій ХХ століття, складеному Колумбійським університетом, «Жах війни» посів 41 місце.
З нагоди 40-річчя фотографії «Жах війни» у вересні 2012 року Нік Ут за свій внесок у фотожурналістику став третім фотографом, включеним до «Залу слави Leica».